# 電波少年的地球防衛軍
電波少年的地球防衛軍（でんぱしょうねんてきちきゅうぼうえいぐん）とは、日本テレビ系列で放送されたバラエティ番組『進ぬ!電波少年』内の企画。

## 結成
元々は安田ユーシが挑戦した「電波少年的超能力生活」という企画が始まりだった。この企画のゴールである「スプーン曲げ」を成功させた安田には次の指令が待っていて、その超能力で地球の危機を救うことを目的に安田は「地球防衛軍ブラック」に任命された。
その後、番組内で超能力のある人を募集し、オーディションの結果、安田も含め5人の地球防衛軍が誕生した。
2000年初頭に、その超能力で「電波少年的難波恋しぐれ」の企画をゴールに導いた直後に、オーストラリアで2組(ブラック・ブルー組とレッド・グリーン・ピンク組)に分かれ、お互いをテレパシーで探すことに。見事にシドニー・オペラハウスで再会し、再会場所となったオペラハウスで欽ちゃんプロデュースの防衛軍ショーを開催した。
その後 isao.net がスポンサーについて日本各地で防衛軍ショーを行い、5月にCDデビューした。ところが、ショーの最終公演後に「Tプロデューサー」の策略で、突如、ロシアへ強制連行される。

## ロシアでの秘密特訓
前述の防衛軍ショー最終公演後、ロシアへ強制連行されるが、この日の放送において飛行機が飛び立つシーンと共に「その後、地球防衛軍は消息を絶った。ありがとう、さようなら地球防衛軍」とテロップを流し、コーナーは一旦終了となった。したがって、メンバーはロシアの研究施設で超能力のパワーアップの訓練を受けるも、その模様は一切公開されなかった。これは研究施設が国の機関だった事や、訓練の模様をスパイやテロ組織等に知られない様に撮影が一切禁止されたため、止むを得ずコーナーを打ち切る形での措置だった。
メンバーは3か月後に帰国し、5人の超能力で本番中にプロペラを回そうとしたが失敗。本番終了後も念力を送り続け13時間後に成功した。

## 帰国後
ロシアから帰国後は5人揃っての活動はあまり見られなくなる。レッドは『雷波少年』で行われた「雷波少年系ゴミ生活の旅」に参加。企画終了後に「普通の坂井香代子に戻る」と宣言し、地球防衛軍から卒業となった。ピンクはその後「地球防衛軍のピンク」としてではなく、「斉藤ゆり」として「電波少年的15少女漂流記」に参加。半年かけてイカダを製作し脱出に成功する。そしてユニット“8/15（エイト・バー・フィフティーン）”の一員となった。ブラックとブルーはコンビで活動することが多く、「日本一センスのいい人選手権」や「電波少年的模倣犯」などに共に参加した。グリーンは企画終了後の番組への出演は一切なかった。本人のブログによると、番組のやらせを批判したため干されたとのことである。後に「吉田周哉(よしだ あまね)」に改名し、俳優・脚本家として活動した。

## 隊員
地球防衛軍ブラック/五択の安田（安田ユーシ）
電波少年的地球防衛軍の隊員。超能力生活で鍛え上げた超能力で地球を守る。透視能力が得意。鍛練道場を本部に出動命令が来るまで待機。後ろ楽しいガーデンでの五択ショーで失敗したため、一度解雇されるハメに。その後、ネパールで修行し再び正式隊員に。ブラック争奪五択サドンデスで敗れ一時ピンクとなった。（直後に勝者の希望によりブラックに戻る。このため初代ピンクは安田である。）プレッシャーに弱い。
地球防衛軍レッド/人間レーダーの坂井（坂井香代子）
正式隊員ではなかった頃、第2鍛練道場で霊能力を修行。後にインドでブラックと合流し、21連勝した。
地球防衛軍ブルー/人間レーダーの山内（山内浩司）
超能力者募集で選ばれたエスパー。レッド同様、人間レーダーを使用できる霊能力タイプ。
地球防衛軍グリーン/予知夢の吉田（吉田秀一）
地球を守るため集められたエスパーの一人で、能力は予知夢。過去に友人の死や火山の噴火などを予知したことがあるようで、その実力は折り紙付き。
地球防衛軍ピンク（2代目）/鼻五択の斉藤（斉藤ゆり）
匂いをかいで透視する超能力を持ち、五択の成功率は約9割を超える。

### 元隊員
地球防衛軍ブラック（2代目）→ ピンク
隊員募集に応募し、一次、二次審査に合格。最終試験であるブラック争奪五択サドンデスに勝利し正式隊員となり、ブラックの名称を安田から奪ったが自らの希望によりピンクに変更するも、その直後に失踪した。
地球防衛軍イエロー/透視のロス（ミスター・ロス）
オーストラリアで超能力ショーをしていたところ、新隊員を探していたブラックらに任命された。しかしマジシャンであることが判明したため即日解雇された。

## エピソード
安田は企画参加の時点では既に妻子持ちであり、前記のTプロデューサーは片手に結婚指輪がはめられているのを目にするまでそれを全く知らなかった。そこで電話を用意して自宅に残る妻と相談の上理解を得て企画参加を継続させた。
ピンクだけは番組内で「ピンクの似合う人大募集!」と大々的に募集告知を行っていた。オーディションには林家パー子も参加。これはピンクが似合うという理由での参加で、超能力がないことは目に見えていたが、本人はとにかく必死でピンクが似合うことをアピールするも、結果は落選だった。
山内は地球防衛軍ブルーの格好で収録スタジオに来ると、服装の部分だけ背景と同化していた。これはスタジオがヴァーチャル対応でブルーバックを使用していたから起こってしまった現象である。
オーストラリアのゴールドコーストにあるカジノホテルでクールズの原田慎治と三原麻衣子、地球防衛軍の5人が初めて顔を合わせるとテレビを全く見ていなかったため5人を全く知らなかった原田に5人が「何や？」、「お前ら何ちゅう格好してんねん、年いくつやー！」と呆れて笑われていた。
原田と三原の2人は5人の応援の甲斐もあってかゴールに辿り着き、2人が「浪花恋しぐれ」を歌うと今度は、テレビを見ていなかったから企画自体を全く知らない5人が不思議な顔をしていた。

## CD
- てえへんだ!!The Earth（2000年5月24日、ソニー・ミュージックレコーズ SRDL-4690）
  1. てえへんだ!!The Earth
作詞：サンプラザ中野、作曲：パッパラー河合
  2. お休み地球防衛軍
作詞：サンプラザ中野、作曲：パッパラー河合
  3. てえへんだ!!The Earth〜テレパシーヴァージョン〜 (Backing Track)

## ビデオソフト
- 電波少年的 地球防衛軍ショー WORLD TOUR 2000 IN JAPAN 伝説の最終公演（2000年10月8日、VAP VPVF-61070）